# Truck Turner et Cie
Pour plus de détails, voir Fiche technique et Distribution.
Truck Turner et Cie est un film de blaxploitation réalisé par Jonathan Kaplan et sorti en 1974.

## Synopsis
Ancienne star du Football, Mac 'Truck' Turner est aujourd'hui chasseur de primes filant un maquereau dans les rues de Los Angeles. Pourtant, un accident tragique gâche tout et inverse subitement les rôles. Truck se retrouve poursuivi à son tour par des tueurs à gages qui ne reculent devant rien...

## Fiche technique
- Réalisation : Jonathan Kaplan
- Scénario : Oscar Williams (en) et Michael Allin d'après une histoire de Jerry Wilkes
- Directeur de la photographie : Charles F. Wheeler
- Montage : Michael Kahn
- Musique : Isaac Hayes
- Costumes : Palmer Brown et Ann McCarthy
- Production : Fred Weintraub et Paul M. Heller
- Sociétés de distribution : MGM (États-Unis) ; AIP (France)
- Genre : Film d'action, thriller, blaxploitation
- Pays de production :  États-Unis
- Durée : 91 minutes
- Date de sortie :
  - États-Unis : 26 juin 1974 (San Francisco)
- Interdit aux moins de 16 ans lors de sa sortie DVD en France

## Distribution
- Isaac Hayes (VF : Henry Djanik) : Mac 'Truck' Turner
- Yaphet Kotto (VF : Jean Lagache) : Harvard Blue
- Alan Weeks (VF : Jacques Balutin) : Jerry
- Annazette Chase (VF : Perrette Pradier) : Annie
- Nichelle Nichols (VF : Michèle Bardollet) : Dorinda
- Sam Laws (VF : Georges Atlas) : Nate Dinwiddie
- Paul Harris (VF : Georges Aubert) : Richard Leroy 'Gator' Johnson
- Charles Cyphers (VF : Marc de Georgi) : Drunk
- John Kramer (VF : Georges Aubert) : Desmond
- Scatman Crothers (VF : Georges Atlas) : Duke
- Dick Miller (VF : Marc de Georgi) : Fogarty
- Bob Harris (VF : Michel Gudin) : Snow
- Jac Emil : Reno
- Stan Shaw : Fontana
- Wendell Tucker (VF : Roger Lumont) : Wendell
- Clarence Barnes : Toro
- Don Watters : Val
- Eddie Smith (VF : Francis Lax) : Druggist
- Esther Sutherland : Black Momma
- Earl Maynard : Panama
- Henry Kingi : Candy Man
- Lawrence Gabriel Jr : Travis
- James Millhollin : Judge Advocate (comme Jim Millhollin)
- Jon Jacobs : Dave
- Douglas Anderson : Charlie
- Don Megowan (VF : Georges Aubert) : Garrity
- Richard Selzer : Wino
- Ruth Warshawsky : Saleslady
- Cheryl Sampson : Taffy
- Edna Richardson : Frenchie
- Dernadette Gladden : Raquel
- Tara Strohmeier : Turnpike
- Lisa Farringer : Annette
- Sharon Madigan : infirmière
- Mel Novak : docteur
- Donnie Williams : Highway Dept. Man
- Randy Gray : Kid In Hospital
- Annik Borel : Stalingrad
- Matthew 'Stymie' Beard : Jail Guard
- Rhavan Briggs : Felice
- Johnny Ray McGhee : Hired Killer
- Clarence Lockett : Preacher
- John Evans (VF : Georges Atlas) : Police Lieutenant
- Fred Weintraub (VF : Michel Gatineau) : Judge
- Anthony Redondo (VF : Georges Aubert) : Fogarty's Lawyer
- John Dennis : Desmond's Guard
- Earl Jolly Brown : Overweight Bar Patron (non crédité)
- Jonathan Kaplan : Cook (non crédité)

## Bande originale
Bande originale composée, produite et enregistrée par Isaac Hayes chez "Hot Buttered Soul Recording Studio", Memphis (Tennessee) en 1974. Isaac Hayes - Double Feature: Truck Turner/Tough Guys CD version remastérisée en 2002.
1. Main Title Truck Turner
2. House Of Beauty
3. Blues Crib
4. Driving In The Sun
5. Breakthrough
6. Now We're One
7. The Duke
8. Dorindas Party
9. Pursuit Of The Pimpmobile
10. We Need Each Other Girl
11. A House Full Of Girls
12. Hospital Shoutout
13. You're In My Arms Again
14. Give It To Me
15. Drinking
16. The Insurance Company
17. End Theme